# Butomopsis latifolia
Butomopsis latifolia là một loài thực vật có hoa trong họ Alismataceae. Loài này được (D.Don) Kunth mô tả khoa học đầu tiên năm 1841.